# León (Nicaragua)
León is een stad in Nicaragua, Midden-Amerika. De volledige maar zelden gebruikte naam van de stad is Santiago de los Caballeros de León. León is de hoofdstad van het gelijknamige departement León. De gemeente heeft 205.000 inwoners (per 2015), waarvan ongeveer tachtig procent in urbaan gebied (área de residencia urbano) woont.
León ligt aan de rivier de Chiquito, negentig kilometer ten noordwesten van de Nicaraguaanse hoofdstad Managua. In de stad bevindt zich onder meer de Kathedraal van León die op de werelderfgoedlijst staat van UNESCO.

## Geschiedenis
De stad werd in 1523 gesticht door Francisco Hernández de Córdoba, op 30 kilometer ten oosten van de huidige ligging. In die periode telde de stad ongeveer 1000 inwoners, hoofdzakelijk bestaande uit Spanjaarden. De ligging was echter niet gunstig. Het was er heet, en er was maar weinig drinkwater te vinden. De voortdurende uitbarstingen van de nabijgelegen vulkaan Momotombo maakte het verblijf in León bovendien niet veilig. Veel inwoners vestigden zich daarom in de inheemse stad Subtiava, op de plek van het huidige León. Nadat de oude stad in 1606 door een uitbarsting van de Momotombo volledig werd verwoest, werd de ligging van de stad officieel verplaatst naar de locatie van Subtiava, dat daarmee ophield te bestaan.
De ruïnes van de oude stad, León Viejo (oud León) maken deel uit van de werelderfgoedlijst van UNESCO. Deze ruïnes kwamen pas in 1967 opnieuw onder de aandacht toen ze werden beschreven door studenten van de nationale universiteit van León.
Deze universiteit werd in 1813 opgericht, waardoor León het intellectuele centrum van Nicaragua werd.
Nadat Nicaragua in 1835 onafhankelijk werd van de Centraal-Amerikaanse federatie werd León de hoofdstad van de nieuwe natie Nicaragua. De status van hoofdstad moest echter worden afgewisseld met Granada. Granada werd door conservatieve regimes geprefereerd, terwijl liberalen de voorkeur gaven aan León. De rivaliteit tussen beide steden ging gepaard met geweld, hetgeen in 1850 uitmondde in een burgeroorlog.
In 1855 viel de Amerikaanse avonturier William Walker met zijn huurlingen Granada aan, met het doel Midden-Amerika te veroveren. Geholpen door troepen uit het Granada vijandige León lukte het hem om Granada in handen te krijgen. Vervolgens heerste hij van daaruit over Nicaragua. De andere Midden-Amerikaanse staten voelden zich echter bedreigd, en verdreven Walker in 1857 uit Nicaragua. De rivaliteit tussen Granada en León bleef ook na het vertrek van Walker bestaan, totdat de hoofdstad van Nicaragua in 1858 bij wijze van compromis definitief gevestigd werd in Managua.
Op 21 september 1956 werd in León de Nicaraguaanse president Anastasio Somoza García neergeschoten.

## Geboren
- Luis Somoza Debayle (1922-1967), president van Nicaragua (1956-1967)
- Anastasio Somoza Debayle (1925-1980), president van Nicaragua (1967-1972, 1974-1979)

## Stedenbanden
León heeft stedenbanden met:
- Alicante (Spanje)
- Gettysburg (Verenigde Staten)
- Hamburg (Duitsland)
- Berkeley (Verenigde Staten)[4]
- León (Mexico)
- Lund (Zweden)
- New Haven (Verenigde Staten)
- Oxford (Verenigd Koninkrijk)
- Tampere, (Finland)
- Utrecht (Nederland), sinds 1985